# Module d'élasticité isostatique
 (mai 2015).
Le module d'élasticité isostatique (en anglais : bulk modulus) est la constante qui relie la contrainte au taux de déformation d'un matériau isotrope soumis à une compression isostatique.

## Expression
Généralement noté {\displaystyle K} ({\displaystyle B} en anglais), le module d'élasticité isostatique permet d'exprimer la relation de proportionnalité entre le premier invariant du tenseur des contraintes et le premier invariant du tenseur des déformations :
| Module d'élasticité isostatique de quelques matériaux | Module d'élasticité isostatique de quelques matériaux |
| ----------------------------------------------------- | ----------------------------------------------------- |
| Air                                                   | 101 kPa (isotherme) (142 kPa en adiabatique)          |
| Eau                                                   | 2,2 GPa (augmente avec la pression)                   |
| Verre                                                 | 35 à 55 GPa                                           |
| Acier                                                 | 160 GPa                                               |
| Diamant                                               | 442 GPa                                               |

{\displaystyle s=K\,e}
où :
- {\displaystyle s=\sum _{i}{\frac {1}{3}}\sigma _{ii}} est la contrainte isostatique (en unité de pression) ;
- {\displaystyle K} est le module d'élasticité isostatique (en unité de pression) ;
- {\displaystyle e=\sum _{i}\varepsilon _{ii}=\varepsilon _{11}+\varepsilon _{22}+\varepsilon _{33}} est le taux de déformation isostatique[2] (sans dimension).

Il s'exprime, respectivement vis-à-vis des coefficients de Lamé ou du module de Young et du coefficient de Poisson, par :
{\displaystyle K=\lambda +{\frac {2}{3}}\,\mu ={\frac {1}{3}}\,{\frac {E}{(1-2\nu )}}}.
Notes :
- pour {\displaystyle \nu =1/3}, {\displaystyle K=E} ;
- pour {\displaystyle \nu \to 1/2}, {\displaystyle K\to +\infty } (incompressibilité).

Les matériaux métalliques sont proches du premier cas ({\displaystyle K\approx E} dans leur domaine élastique) alors que les élastomères s'approchent d'un comportement incompressible ({\displaystyle K\gg E}).
On peut aussi exprimer {\displaystyle K} en fonction des modules d'élasticité en traction {\displaystyle E} et en cisaillement {\displaystyle G} :
{\displaystyle {\frac {1}{K}}={\frac {9}{E}}-{\frac {3}{G}}}.
Le module d'élasticité isostatique représente la relation de proportionnalité entre la pression et le taux de variation du volume :
{\displaystyle \Delta P=-K\,{\frac {\Delta V}{V_{0}}}}.
C'est l'inverse de la compressibilité isotherme {\displaystyle \chi _{T}}, définie en thermodynamique par :
{\displaystyle {\frac {1}{K}}=\chi _{T}=-{\frac {1}{V}}\,\left({\frac {\partial V}{\partial P}}\right)_{T}}